# Vipera albizona
Vipera albizona este o specie de șerpi din genul Vipera, familia Viperidae, descrisă de Nilson, Andren și Flärdh 1990. A fost clasificată de IUCN ca specie în pericol. Conform Catalogue of Life specia Vipera albizona nu are subspecii cunoscute.

## Galerie

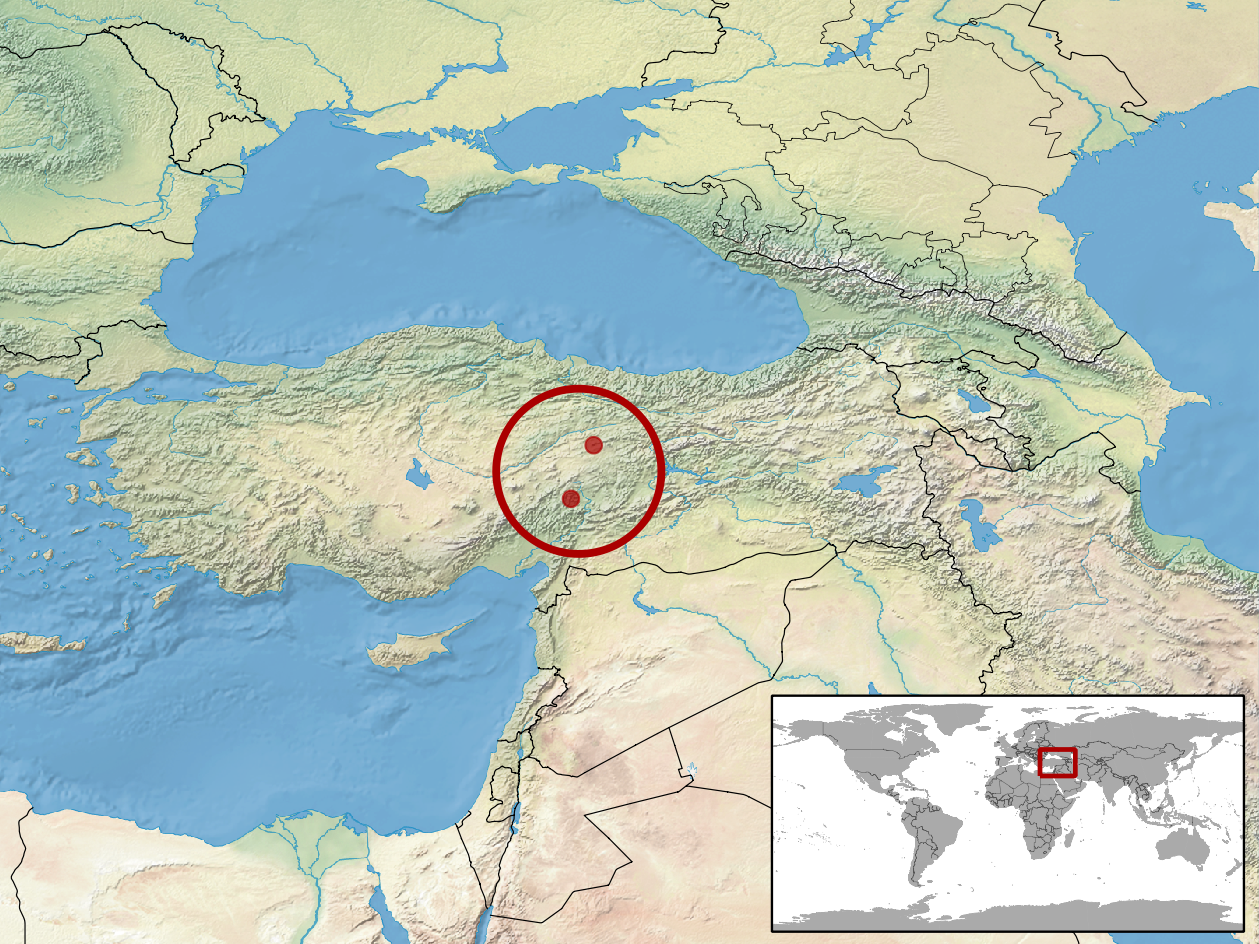
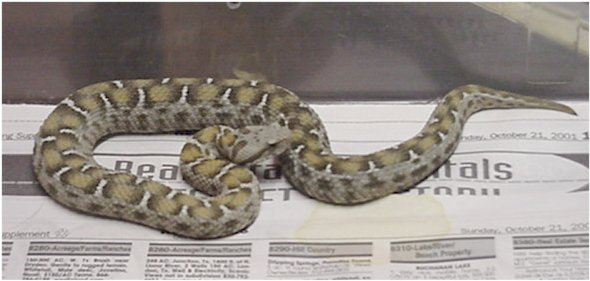